# مینا و غنچه
مینا و غنچه فیلمی به کارگردانی و نویسندگی محمد حسین‌پور و جهان خادم‌المله ساختهٔ سال ۱۳۷۵ است.

## خلاصه داستان
در خانواده کمالی، مینا در انتظار تولد نوزادی است که قرار است مادرش او را به دنیا بیاورد. مینا در خیال خود نوزاد را دختر تصور می‌کند تا نام غنچه را بر او بگذارد. اما نوزادی که به دنیا می‌آید برخلاف پیش‌بینی مینا پسر است. مینا که تحمل حضور برادر را ندارد، دست به بدرفتاری می‌زند، ماجراهایی پیش می‌آید که نهایتاً به پذیرش مینا از واقعیت منتهی می‌گردد.

## بازیگران
- علیرضا خمسه
- فرخ‌لقا هوشمند
- مرتضی احمدی
- ثریا سلطانی
- فاطمه عباسی
- نازنین ساغری
- سارا حسینیان
- وصال واحدیان
- رامین داوودی
- حدیث بیاری
- الناز غفوریان
- نیلوفر جلالی